# 悉尼會議展覽中心
悉尼會議展覽中心（簡稱：悉尼會展中心）是已經拆除，位於澳洲新南威爾斯州悉尼商業中心區的達令港的展覽中心。中心毗鄰海扇灣（Cockle Bay）、通巴隆公園和海濱購物中心。
從悉尼市中心到步行到悉尼會議展覽中心只需五分鐘。
悉尼會議展覽中心曾是2000年悉尼奧運會的會場之一，也是2007年澳洲亞太經合組織會議（APEC Australia 2007）的主會館。